# Il finto turco
Il finto turco è una commedia per musica in tre atti del compositore Niccolò Piccinni basato sull'omonimo libretto di Antonio Palomba. Il testo venne originalmente scritto per essere musicato da Gioacchino Cocchi nel 1749.
L'opera fu rappresentata per la prima volta al Teatro dei Fiorentini di Napoli nel 1762.

## Rappresentazione in tempi moderni
Il finto turco piccinniano è stato eseguito per la prima volta in tempi moderni il 7 giugno 2009 in forma di concerto al Teatro Olimpico di Vicenza nell'ambito della XVII edizione del festival "Settimane Musicali al Teatro Olimpico". L'orchestra con strumenti d'epoca L'Arte dell'Arco è stata diretta da Federico Guglielmo. Il cast era composto da Krystian Adam (Fabrizio), Arianna Donadelli (Claudio), Silvia Vajente (Florinda), Marina Bartoli (Lucio), Matteo Ferrara (Bennardone), Gianpiero Ruggeri (Giancola) e Gabriella Colecchia (Carmosina). In questa occasione l'opera fu registrata e trasmessa in diretta da Radio 3.